# Bréxent-Énocq
Bréxent-Énocq is een gemeente in het Franse departement Pas-de-Calais (regio Hauts-de-France). De gemeente telt 610 inwoners (2005) en maakt deel uit van het arrondissement Montreuil.

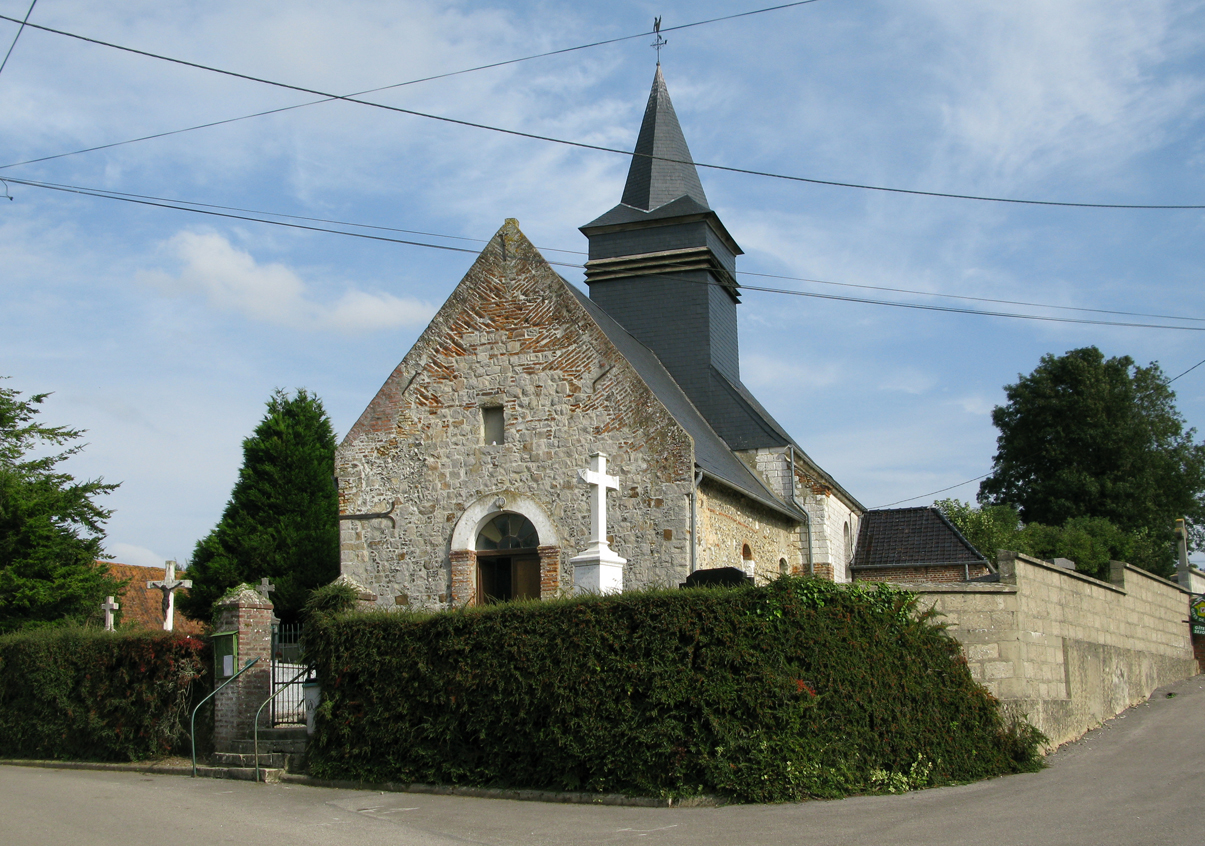
Église Saint-Brice

## Geschiedenis
Oude vermeldingen van de plaatsen Bréxent en Énocq dateren uit de 12de eeuw. De kerk van Bréxent had die van Énocq als hulpkerk. In oude tijden werd voor de twee plaatsen de naam Brekelesent en Anoch gebruikt. Op het eind van het ancien régime werden beide plaatsen samengebracht in de gemeente Bréxent-Énocq.

## Geografie
De oppervlakte van Bréxent-Énocq bedraagt 7,3 km², de bevolkingsdichtheid is 83,6 inwoners per km². De gemeente bestaat uit de dorpen Bréxent in het noorden en Énocq in het zuiden. De Canche vormt de zuidgrens van de gemeente. Het riviertje Dordogne stroomt door Bréxent en mondt in Énocq uit in de Canche.
De onderstaande kaart toont de ligging van Bréxent-Énocq met de belangrijkste infrastructuur en aangrenzende gemeenten.

## Bezienswaardigheden
- De Église Saint-Brice in Bréxent
- De Église Notre-Drame in Énocq

## Demografie
Onderstaande figuur toont het verloop van het inwonertal (bron: INSEE-tellingen).

## Politiek
Burgemeesters van Bréxent-Énocq waren:
- 2001-... : Michel Hédin